# Zaria (Nigeria)
Pour les articles homonymes, voir Zaria.
Zaria (qui peut apparaître sous différents noms : Saria, Zeg-Zeg, Kala‑kala ou auparavant Zazzau) est une des principales villes de l'État de Kaduna dans le Nord du Nigeria entre Kaduna et Kano.

## Histoire
D'abord nommé Zazzau, la ville est fondée vers 1000 par l'Habe, et est l'une des sept cité-États Haoussa.
Zaria est conquis par les Peuls en 1805 et est inclus dans le Califat de Sokoto, à la suite d'une guerre sainte d’Usman dan Fodio à Zaria qui prend fin en 1812.
L'armée britannique dirigée par Frederick Lugard s'empare de la ville en 1901.
L'émir de Zazzau ("Sarkin Zazzau"), le chef politique et religieux de Zaria, est actuellement un médecin, le Dr Alhaji Shehu Idris.
L'ingénieur français Francis Collomp, enlevé le 19 décembre 2012 dans le nord du Nigeria par le groupe islamiste Ansaru, est séquestré à Zaria, où il parvient à s'évader le 16 novembre 2013 et à rejoindre un commissariat de police.
Du 12 au 14 décembre 2015, des affrontements opposent l'armée nigériane à des membres du Mouvement islamique du Nigeria, une organisation islamiste chiite. La répression est très brutale, au moins 347 personnes, hommes, femmes et enfants sont tuées par les militaires.

## Démographie
La population estimée en 2006 est de 988 000; au 1er janvier 2005 elle était de 975 228 habitants et de 612 257 en 1991. Les habitants de Zaria sont essentiellement de religion musulmane.

## Économie
L'activité économique est principalement agricole. Les produits cultivés sont le maïs de Guinée ("guinea corn"), du millet, et surtout du coton, de l'arachide et du tabac. La ville est considérée par certains comme le centre de l'agriculture haoussa. En fait, Zaria est le siège de l'université Ahmadu Bello créée en 1962, une importante université du Nigeria et une institution agricole majeure.

## Architecture
La partie historique de la ville est entourée de murs, et la population réside généralement dans l'enceinte.
Présence du Nigerian Army Museum, musée de l'Armée du Nigéria.

## Transports
Zaria étant située au nord de la jonction du chemin de fer de Kaduna, la ville possède l'accès aux ports maritimes de Lagos ainsi que de Port Harcourt.

## Personnalités
- Amina de Zaria au XVIe siècle.
- Shola Ameobi (né le 12 octobre, 1981), Footballeur à la double nationalité: anglaise et nigériane.
- Adewale Olukoju (né le 27 juillet, 1968), lanceur de disque.
- Rumun Ndur (né le 7 juillet, 1975), joueur de Hockey sur glace professionnel, anciennement à la LNH.
- Ibraheem Yaqoub Zakzaky (né le 5 mai 1953), le chef religieux chiite au Nigeria.
- Chike Obi (né en 1921), homme politique et mathématicien].
- Aloma Mariam Mukhtar (1944-), juriste nigériane.

### Source de la traduction
- (en) Cet article est partiellement ou en totalité issu de l’article de Wikipédia en anglais intitulé « Zaria » (voir la liste des auteurs).